# グスタフ・エングヴァル
グスタフ・エングヴァル（Gustav Engvall、1996年4月29日 - ）は、スウェーデン・カルマル出身のプロサッカー選手。ミエジュ・レグニツァ所属。ポジションはFW。

## 経歴

### クラブ
フェリェスターデンGoIFというクラブでキャリアをスタート。2012年にIFKヨーテボリのアカデミーに入団し、2013年からトップチームの練習に参加。2014年2月25日にプロ契約を結んだ.。

### 代表
ユース年代からスウェーデン代表に選ばれており、2013年にはスウェーデンの選手として初めてUEFA U-17欧州選手権とU-17ワールドカップの両方に出場した。欧州選手権では準決勝でロシアに敗れたもののワールドカップ出場権を獲得、ワールドカップでは3位決定戦でアルゼンチンを破り銅メダルを獲得した。

## 所属クラブ
ユース
- フェリェスターデンGoIF
- IFKヨーテボリ 2012-2013

プロ
- フェリェスターデンGoIF 2010-2012
- IFKヨーテボリ 2012-2016
- ブリストル・シティFC 2016-2018

→ ユールゴーデンIF 2017 (loan)
→ ユールゴーデンIF 2017 (loan)
→ IFKヨーテボリ 2018 (loan)
- KVメヘレン 2018-2023

→ サルプスボルグ08 2022 (loan)
- IFKヴェルナモ 2023-2025
- ミエジュ・レグニツァ 2025-

## タイトル
ヨーテボリ
- スウェーデンカップ: 2014–15

メヘレン
- ベルギーカップ: 2018-19